# Villabate
Villabate (Abbàti in siciliano) è un comune italiano di 19 322 abitanti della città metropolitana di Palermo in Sicilia.
Costituisce un'unica conurbazione con la città di Palermo. Sorge a est del capoluogo sulla parte orientale della pianura denominata Conca d'Oro. È il comune siciliano con la più alta densità di popolazione. 

## Geografia fisica

### Clima
Villabate ha un clima di tipo mediterraneo; la piovosità annua è relativamente più scarsa della città di Palermo (media annua 745 mm circa) ma più sostanziosa delle zone ancora più ad Est. D'inverno e d'estate si ha una maggiore escursione termica, per il tipo di territorio presente attorno alla cittadina. Facile aspettarsi dunque, valori più bassi del capoluogo siciliano d'inverno e leggermente più alti in estate (nel giugno 2007 si toccarono i 44 gradi). Villabate è anche conosciuto come Paese del vento per l'effetto che si verifica nella zona durante molti giorni dell'anno (soprattutto quando a soffiare è lo scirocco).

## Storia
Nel 1963 il paleontologo Giovanni Mannino rinvenne tre ripari rupestri con incisioni risalenti al Paleolitico, oggi scomparsi a causa dell'espansione urbanistica di Villabate; le raffigurazioni, che comprendevano bovidi ed equidi, erano stilisticamente vicine a quelle dell'Addaura.
Intorno agli inizi del XVIII secolo l'abate Antonio Agnello si trasferì da Palermo insieme ai suoi dipendenti nel territorio dell'odierno paese di Villabate per cui si ritenne che l'abitato venne fondato a seguito del suddetto evento. In realtà il toponimo "Abbate" dello stesso luogo era molto più antico, risalendo alla seconda metà del XV secolo, quando l'abate dell'abbazia di S.Spirito di Palermo, Giovanni de Osca, vi fece costruire una torre, successivamente inglobata nel palazzo Migliaccio-Termine, insieme ad alcune case ed un fondaco. Nel tempo il nucleo originario si ingrandì, diventando il "Villaggio dell'Abbate", e ricadendo amministrativamente nel comune di Monreale. Successivamente l'abitato passò al comune di Palermo da cui si rese autonomo nel 1858, diventando quindi comune autonomo.
Villabate era fino agli anni 1960 un comune prettamente agricolo, tuttavia l'espansione urbana della seconda metà del XX secolo ha determinato una riduzione delle aree coltivate.

## Monumenti e luoghi d'interesse

### Architetture religiose
- Chiesa di Sant'Agata
- Chiesa di Sant'Agatone Papa
- Chiesa di San Giuseppe
- Chiesa del Sacro Cuore
- Oratorio Don Bosco, chiamata "Chiesa Piccola"

### Architetture civili
- Palchetto della musica
- Palazzo Migliaccio
- Villa dell'Abate Agnello

### Architetture militari
- Torre Vitale
- Torre Varese

### Siti archeologici
- Catacombe sottostanti l'oratorio Don Bosco

### Altro
Nel 2020 è stato realizzato da uno street artist internazionale un murales dedicato a Giovanni Falcone e Paolo Borsellino, magistrati palermitani vittime di Cosa Nostra. Nel 2023 invece ne è stato realizzato un altro che tratta il tema della violenza sulle donne, un omaggio a Giovanna Bonsignore, villabatese vittima di femminicidio.

## Società

### Evoluzione demografica
Abitanti censiti

## Cultura

### Istruzione

#### Biblioteche
- Biblioteca comunale "E.Salmeri"
- Biblioteca scolastica "P.Palumbo"
- Biblioteca parrocchiale "Padre Pino Puglisi"

#### Musei
- Mostra Permanente dell'Arma dei Carabinieri

## Geografia antropica e trasporti
Il comune di Villabate è situato in un'importante zona strategica: su essa, infatti, si ramificano tutte le vie di comunicazioni tra Palermo e l'hinterland della città (Misilmeri, Ficarazzi, Bagheria, Belmonte Mezzagno). Sempre sul raccordo autostradale (uno dei più importanti della Sicilia) fa anche capolinea lo scorrimento veloce Agrigento-Palermo e l'Autostrada A19. In passato era servito anche dalle stazioni ferroviarie di "Villabate" della linea a scartamento ridotto Palermo - Corleone (dismessa nel 1959) e sulla Palermo - Messina dalla stazione di Villabate-Ficarazzelli, quest'ultima soppressa nel dicembre 2005; in più la cittadina è collegata al Capoluogo Siciliano tramite la linea AMAT 224.

## Amministrazione
Di seguito è presentata una tabella relativa alle amministrazioni che si sono succedute in questo comune.
| Periodo           | Periodo           | Primo cittadino        | Partito              | Carica                | Note   |
| ----------------- | ----------------- | ---------------------- | -------------------- | --------------------- | ------ |
| 11 agosto 1943    | 14 gennaio 1944   | Vincenzo Cottone       |                      | Sindaco               | [ 15 ] |
| 15 gennaio 1944   | 31 gennaio 1944   | Giulio D'Agati         |                      | Sindaco               | [ 15 ] |
|                   |                   | Salvatore Franco       |                      | Comm. prefettizio     | [ 15 ] |
| 3 luglio 1944     | 18 dicembre 1946  | Giulio D'Agati         |                      | Sindaco               | [ 15 ] |
| 19 dicembre 1946  | 19 luglio 1951    | Vincenzo Cottone       |                      | Sindaco               | [ 15 ] |
| 20 luglio 1951    | 7 agosto 1951     | Cosimo Gargano         |                      | V. Sindaco fac. funz. | [ 15 ] |
| 8 agosto 1951     | 14 dicembre 1952  | Francesco Giangreco    |                      | Sindaco               | [ 15 ] |
| 15 dicembre 1952  | 11 gennaio 1953   | Antonino Fontana       |                      | V. Sindaco fac. funz. | [ 15 ] |
| 12 gennaio 1953   | 13 aprile 1959    | Cosimo Gargano         |                      | Sindaco               | [ 15 ] |
| 14 aprile 1959    | 6 dicembre 1960   | Antonino Fontana       |                      | Sindaco               | [ 15 ] |
| 9 aprile 1969     | 11 luglio 1973    | Agostino Napoli        |                      | Sindaco               | [ 15 ] |
| 12 luglio 1973    | 6 agosto 1974     | Giuseppe Terranova     |                      | Sindaco               | [ 15 ] |
| 7 agosto 1974     | 1 marzo 1975      | Agostino Napoli        |                      | Sindaco               | [ 15 ] |
| 25 agosto 1975    | 20 dicembre 1978  | Raffaele Schillaci     |                      | Sindaco               | [ 15 ] |
| 21 dicembre 1978  | 28 marzo 1982     | Rosario Mandalà        |                      | Sindaco               | [ 15 ] |
| 29 marzo 1982     | 21 novembre 1984  | Giuseppe Cottone       |                      | Sindaco               | [ 15 ] |
| 22 novembre 1984  | 27 giugno 1985    | Rosario Mandalà        |                      | Sindaco               | [ 15 ] |
| 28 giugno 1985    | 16 settembre 1986 | Francesco Bonetti      |                      | Sindaco               | [ 15 ] |
| 17 settembre 1986 | 27 giugno 1990    | Gioacchino Garbo       | Democrazia Cristiana | Sindaco               | [ 15 ] |
| 27 giugno 1990    | 13 giugno 1994    | Gioacchino Garbo       | Democrazia Cristiana | Sindaco               | [ 15 ] |
| 28 giugno 1994    | 25 maggio 1998    | Giuseppe Navetta       | Forza Italia         | Sindaco               | [ 15 ] |
| 25 maggio 1998    | 20 aprile 1999    | Giuseppe Navetta       | Forza Italia         | Sindaco               | [ 15 ] |
| 20 aprile 1999    | 26 novembre 2001  | Giosuè Raia            |                      | Comm. straordinario   | [ 15 ] |
| 20 aprile 1999    | 26 novembre 2001  | Maria Rita Leonardi    |                      | Comm. straordinario   | [ 15 ] |
| 20 aprile 1999    | 26 novembre 2001  | Maria Teresa Cucinotta |                      | Comm. straordinario   | [ 15 ] |
| 26 novembre 2001  | 8 gennaio 2004    | Lorenzo Carandino      | centro-destra        | Sindaco               | [ 15 ] |
| 8 gennaio 2004    | 30 aprile 2004    | Pietro Fina            |                      | Comm. regionale       | [ 15 ] |
| 30 aprile 2004    | 29 maggio 2007    | Giuseppe Rizzo         |                      | Comm. straordinario   | [ 15 ] |
| 30 aprile 2004    | 29 maggio 2007    | Salvatore Di Marca     |                      | Comm. straordinario   | [ 15 ] |
| 30 aprile 2004    | 29 aprile 2007    | Ester Mammano          |                      | Comm. straordinario   | [ 15 ] |
| 27 maggio 2007    | 9 maggio 2012     | Gaetano Di Chiara      | Alleanza Nazionale   | Sindaco               | [ 15 ] |
| 9 maggio 2012     | 15 ottobre 2014   | Francesco Cerrito      | lista civica         | Sindaco               | [ 15 ] |
| 24 novembre 2014  | 1 giugno 2015     | Benedetta Cannata      |                      | Comm. straordinario   | [ 15 ] |
| 1 giugno 2015     | 5 ottobre 2020    | Vincenzo Oliveri       | lista civica         | Sindaco               | [ 15 ] |
| 5 ottobre 2020    | in carica         | Gaetano Di Chiara      | Centrodestra         | Sindaco               |        |

### Gemellaggi
- Zabbar, dal 1997

## Sport
Uno dei settori in cui Villabate eccelle è quello sportivo, non solo perché ha dato i natali a campioni come Zarcone, Sciortino e Di Chiara, ma anche per la fitta rete di infrastrutture sportive, pubbliche e private, che può offrire ai suoi cittadini. A Villabate si può giocare a calcio in campi sportivi attrezzati, compresa illuminazione notturna; inoltre si può praticare Taekwondo, calcetto, pallavolo, pallacanestro, bocce, nuoto, judo, Pesistica Olimpica e da qualche anno anche il pugilato.
Un'importanza sempre costante e mai in declino ha rivestito nel paese la Società sportiva di pallavolo che, da parecchi anni, continua a restare ai vertici dei campionati nazionali o regionali (B2, C, D).
Oggi la squadra di calcio milita nel Campionato di Promozione Regionale (girone A). Per la stagione 2017/2018, nonostante la promozione in Eccellenza, decide di rimanere in Promozione per mancanza di fondi da parte della società. 
Dal 2008 è ritornata una manifestazione storica villabatese: la gimkana automobilistica.
Le prime gimkane automobilistiche sono state organizzate negli anni 60.
Dal 2022 è ripresa l'organizzazione della Gimkana 

### Impianti sportivi
- Piscina "Hydra"
- Cittadella sportiva "Luigi Zarcone"
- Palestra Comunale
- Centro Sportivo Villabate
- Centro sportivo di calcio e padel "Vittoria"